# Scarodytes malickyi
Scarodytes malickyi är en skalbaggsart som beskrevs av Wewalka 1977. Scarodytes malickyi ingår i släktet Scarodytes och familjen dykare. Inga underarter finns listade i Catalogue of Life.